# 堂本裕貴
堂本 裕貴（どうもと ゆうき、6月4日 - ）は、日本の漫画家、イラストレーター。女性。京都府出身。血液型はB型。

## 作品リスト

### 連載
- REALPG（『ガンガンONLINE』2011年10月13日 - 2013年1月10日）
- りぶねす（『週刊少年マガジン』2013年48号 - 2014年1号→『マガジンSPECIAL』2014年6号 - 2017年2号→『マンガボックス』2017年11号 - 9月11日）
- ガーリッシュナンバー（『電撃G'sコミック』2016年5月号 - 2017年7月号）
- ネクロマンス（『週刊少年マガジン』2019年39号 - 2020年16号→『マガジンポケット』2020年3月25日 - 連載中）
- 愛してるゲームを終わらせたい（『サンデーうぇぶり』2021年12月24日[3] - 連載中）

### 書籍
- 『REALPG』、スクウェア・エニックス〈ガンガンコミックスONLINE〉2012年 - 2013年、全3巻
- 『りぶねす』、講談社〈講談社コミックス〉2014年 - 2018年、全12巻
- 『ガーリッシュナンバー』、KADOKAWA〈電撃コミックスNEXT〉2016年 - 2017年、全3巻
- 『ネクロマンス』、講談社〈講談社コミックス〉2019年 - 2021年、全5巻
- 『愛してるゲームを終わらせたい』、小学館〈サンデーうぇぶり〉2022年 - 、既刊7巻（2025年6月18日現在）